# Elena (film fra 2011)
Elena (russisk: Елена) er en russisk kriminalfilm fra 2011 instrueret af Andrej Zvjagintsev, der også har skrevet filmens manuskript sammen med Oleg Negin. Filmmusikken er skrevet af Philip Glass.
Filmen havde premiere på Filmfestivalen i Cannes, hvor den deltog i konkurrencen Un Certain Regard og modtog Juryens Specialpris.
Filmen havde dansk biografpremiere den 17. januar 2013 som "månedens film" i Cinemateket i København.

## Handling
Filmen skildrer den sociale og kulturelle afstand mellem beboerne i en eksklusiv lejlighed i centrum af Moskva og en nedslidt industriforstad til Moskva. Elena er en kvinde fra arbejderklassen, som møder den ældre forretningsmagnat Vladimir på et hospital, hvor Elena er hans sygeplejerske. De to bliver gift og Elenas sociale position og rang øges væsentligt som følge af ægteskabet med den velhavende mand.
Elenas søn fra et tidligere ægteskab er fattig og vil have penge fra Vladimir, så han kan sende sin 17-årige søn på universitetet, hvilket vil gøre, at han ikke skal indkaldes som værnepligtig til militæret. Elenas søn og hans familie bor i en nedslidt lejlighed i industriforstaden. Efter at Elena har bedt om penge til sønnen, gør Vladimir det klart, at han ikke vil subsidiere Elenas familie, og han fortæller hende, at han planlægger at ændre sit testamente, således at formuen går til Vladimirs eneste datter (fra et tidligere ægteskab), og at Elena i stedet vil modtage nogle månedlige betalinger. Elena frygter at Vladimir før gennemført ændringerne i testamentet og beslutter sig for at myrde ham ved at skifte hans sædvanlige medicin ud med Viagra, der er ekstremt farligt i hans tilstand efter et hjerteanfald. Da han dør i sengen, destruerer hun det håndskrevne nye testamente, som han endnu ikke havde været i stand til at formalisere med sin advokat. Hun ringer herefter til embedsmænd og rapporterer dødsfaldet og hævder, at hun ikke aner, hvordan og hvorfor han døde.
De lægelige undersøgelser af liget konkluderer, at dødsfaldet skyldes Vladimirs misbrug af medicin, og ingen har mistanke om Elenas involvering. Uden det destruerede testamente arver Elena halvdelen af Vladimirs bo, mens den anden halvdel går til hans eneste datter. Elena giver et betydeligt beløb til sin søn for at betale for sit barnebarns uddannelse. Familien takker, og Elena får den uventede nyhed, at svigerdatteren venter endnu et barn. Elena fortæller ikke om sin rolle i Vladimirs død og familien kan skåle for deres annonceringen af svigerdatterens graviditet og Elenas barnebarns fremtidige akademiske karriere. Elenas familie beslutter sig derefter for at flytte fra deres forfaldne lejlighed til Vladimirs velhavende hjem, som Elena har overtaget, for at starte et nyt liv sammen med Elena.

## Medvirkende
- Nadezjda Markina som Elena
- Andrej Smirnov som Vladimir
- Jelena Ljadova som Katja
- Aleksej Rozin som Sergej
- Jevgenija Konusjkina som Tatjana

## Modtagelse

### Kritikernes modtagelse
Pr. august 2024 har Elena en "approval rating" of 94% på websitet Rotten Tomatoes baseret på 65 anmeldelse og en gennemsnitlig vurdering på 7,80/10. På websitet Metacritic har filmen en score på 87 ud af 100 baseret på 16 anmeldelser, hvilkte indikerer "universel anerkendelse".
Anmelderen Jim Hoberman på artinfo.com beskrev Elena som "den mest levende beskrivelse ... af Moskvas nutidige samfund". Ifølge Hoberman har "Zvjagintsev kortlagt en verden styret af utaknemmelighed og fravær af retfærdighed". The New York Times var imponeret af Zvjagintsevs "beskrivelse af Moskva som en jungle, der vrimler med rovdyr", og anførte "i dette kvasi-feudale sociale miljø trumfer griskhed og blodsbånd alle andre værdier". The Village Voice roste Zvjagintsevs "salpelskarpe præcision hvormed han dissekerer klasseskel, der binger mindelser om Claude Chabrol". "Optag filmen i sort-hvid og lad Barbara Stanwyck spille Elena, så har du en klassiker fra 1940'erne", skrev Roger Ebert.
Filmselskabet Zeitgeist Film etblerede i 2015 et samarbejde med Syncopy Inc., Christopher Nolan og Emma Thomas’ produktionsselskaber om Blu-ray-udgivelser af Zeitgeists prestigetitler. Elena var den første film, der blev udgivet som led i samarbejdet.
Rolling Stone medtog filmen som nr. 42 på magasinets kritikeres liste over de største film i det 21. århundrede.

### Filmpriser og nomineringer
- Juryens specialpris i afdelingen Un Certain Regard ved Filmfestivalen i Cannes
- Golden Eagle Award for Bedste film[15]
- Nika Award for Bedste skuespillerinde[16]
- Russiske filmkritikeres pris – Bedste film, Bedste instruktør (Andrej Zvjagintsev), Bedste kvindelige birolle (Elena Ljadova).[17]
- Nadezjda Markina modtog IFFI Best Actor Award (Female) ved Silver Peacock Award ved Indiens Internationale Filmfestival.[18]
- Nadezjda Markina blev nomineret til Bedste kvindelige hovedrolle ved European Film Awards[19]
- Nadezjda Markina vandt prisen Bedste skuespillerinde ved Asia Pacific Screen Awards.
- Hovedprisen, Grand Prix, ved Film Fest Gent.